# Strajk ostrzegawczy 1981 roku
Strajk ostrzegawczy 1981 roku – czterogodzinny strajk w Polsce, 27 marca 1981 roku. Wzięło w nim udział kilkanaście milionów osób; był to największy strajk w historii nie tylko Polski, ale także wszystkich państw komunistycznych, aczkolwiek nie przyniósł on znaczącego przełomu w sytuacji politycznej w państwie.

## Tło wydarzeń

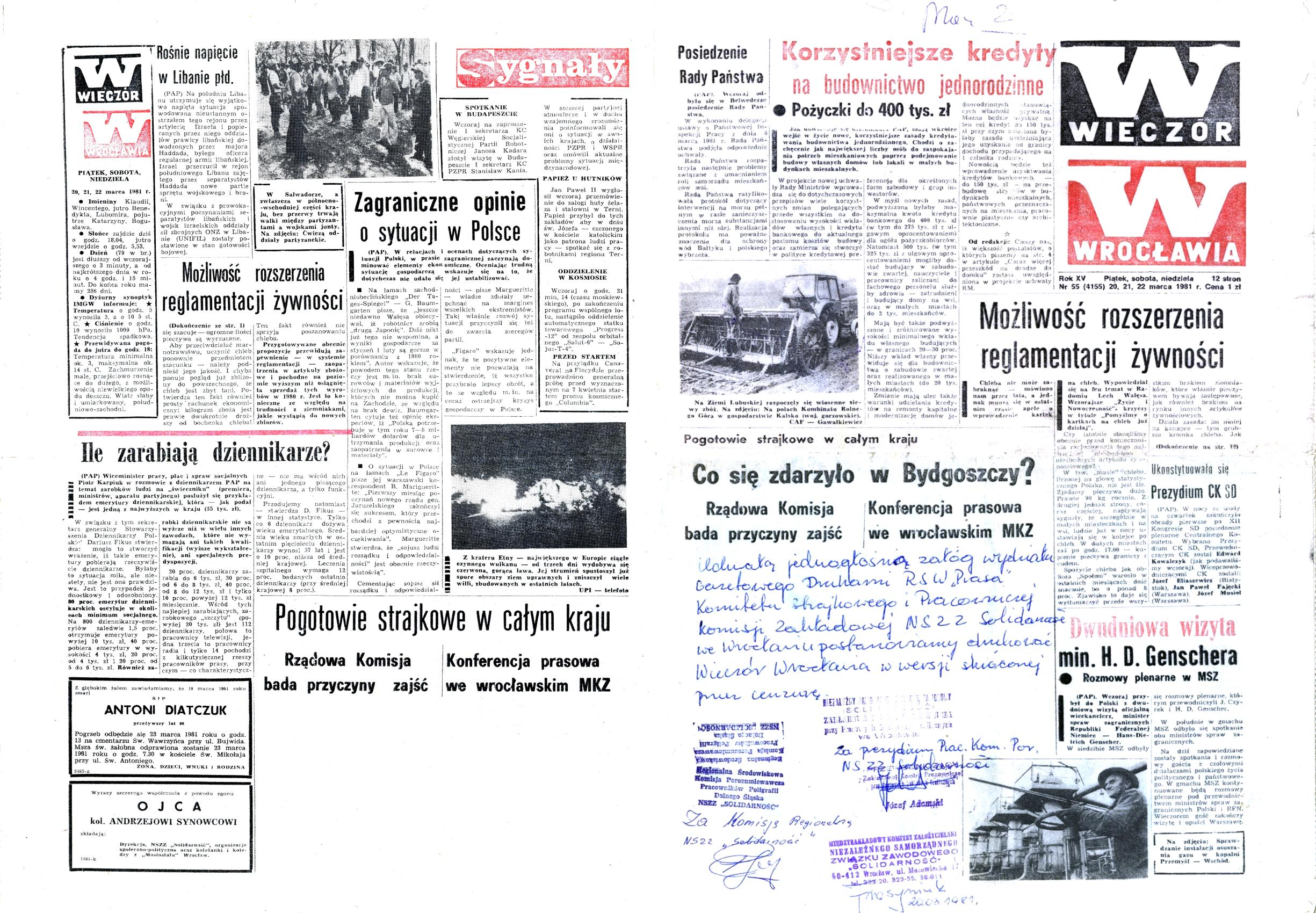
Egzemplarz dziennika „Wieczór Wrocławia” z 20–22 marca 1981 z interwencjami cenzury w tekście komentującym pobicie związkowców w Bydgoszczy 19 marca; jeden z nagłówków tekstu: „pogotowie strajkowe w całym kraju”.

Strajk był reakcją opozycji (Niezależny Samorządny Związek Zawodowy „Solidarność”) na prowokację bydgoską (z 19 marca), podczas których milicja brutalnie pobiła działaczy związkowych podczas sesji Wojewódzkiej Rady Narodowej, co przez wielu opozycjonistów zostało uznane za eskalację, na którą związek musi odpowiedzieć, by nie ukazać słabości. 
Strajk został zaproponowany przez Lecha Wałęsę podczas spotkania Komisji Koordynacyjnej Niezależnego Samorządnego Związku Zawodowego „Solidarność” w dniach 23–24 marca jako strajk ostrzegawczy przed planowanym na 31 marca strajkiem generalnym. Był efektem kompromisu wewnątrz opozycji; niektórzy działacze chcieli od razu przeprowadzić strajk generalny, inni uważali, że może on skutkować wprowadzeniem stanu wojennego lub interwencją Związku Radzieckiego (w tym samym czasie w Polsce trwały manewry wojskowe Układu Warszawskiego, Sojuz '81, które 22 marca zostały przedłużone, co odczytywano jako wywarcie presji na stronę polską przez Związek Radziecki) i sugerowali bardziej stonowane działanie.

## Strajk
Strajk był ogólnokrajowy; odbył się od godziny 8.00 do południa 27 marca. Wzięło w nim udział kilkanaście milionów osób, w tym wielu członków PZPR. Objął prawie wszystkie zakłady pracy w Polsce, m.in. państwową telewizję, w której przerwano program, zastępując go tablicą informacyjną ze słowami „solidarność-strajk”; wyjątki dotyczyły newralgicznych procesów przemysłowych (huty, zakłady zbrojeniowe), w których związek zgodził się, by praca była kontynuowana pod warunkiem nieużycia siły przez stronę rządową. Był to największy strajk w historii nie tylko Polski, ale także wszystkich krajów komunistycznych, i był dowodem, że „Solidarność” była znaczącą siłą w Polsce, będąca w stanie sparaliżować kraj. Wydarzenie to jest oceniane jako przejaw maksymalnej mobilizacji społecznej w Polsce tego okresu.

## Konsekwencje
30 marca polski rząd osiągnął porozumienie z „Solidarnością” (tzw. porozumienie warszawskie; negocjacje trwały od 25 marca; brali w nich udział Lech Wałęsa, Marian Jurczyk i Andrzej Gwiazda ze strony opozycji, a ze strony rządowej ówczesny wicepremier Mieczysław Rakowski i minister-członek Rady Ministrów do spraw związków zawodowych Stanisław Ciosek). Rząd przyznał się do niewłaściwego postępowania w sprawie incydentu w Bydgoszczy i przystał na żądania opozycji dotyczące ograniczenia brutalności milicji, ale odroczył decyzje dotyczące legalizacji Solidarności Wiejskiej i kwestii więźniów politycznych. W zamian Wałęsa zgadza się odroczyć strajk generalny zaplanowany na 31 marca. 
Porozumienie tymczasowo złagodziło napięcia w kraju, i przez znaczną część społeczeństwa zostało przyjęte pozytywnie, jako znak deeskalacji, oddalający widmo walk ulicznych lub interwencji ZSRR. Wywołało jednak równocześnie poważny rozłam w związku, który Wałęsa później nazywa „punktem krytycznym” dla organizacji; wielu działaczy Solidarności skrytykowało negocjatorów, twierdząc, że osiągnęli zbyt mało. Porozumienie to zostało także negatywnie ocenione przez bardziej konserwatywną część strony partyjną za zbytnią uległość, a także podobnie przez Związek Radziecki, jako okazanie słabości przez polski rząd. ZSRR w tym czasie wywierał presję na rząd polski, aby zaostrzył swoje podejście i odszedł od negocjacji (radziecka agencja prasowa TASS opublikowała fałszywe, alarmistyczne informacje, że protestujący barykadują drogi, niszczą znaki drogowe i przejmują urzędy i media, które było nawet dementowane przez polskie media). Biuro Polityczne KC PZPR wyraziło oficjalne niezadowolenie z podpisana umowy i skrytykowało Rakowskiego już tego samego dnia (albo dnia następnego). Porozumienie zostało jednak dobrze ocenione przez Zachód, gdzie obawiano się sowieckiej interwencji w Polsce w przypadku, gdyby doszło do strajku generalnego.

## W kulturze
Strajk ten jest jednym z motywów ostatniego opowiadania napisanego przez Rafała Ziemkiewicza („Toast”, 2011) – historii alternatywnej, w której doszło do strajku generalnego w marcu, co wywołało upadek komunistycznego reżimu kilka lat wcześniej niż w rzeczywistości.